# Akrolit

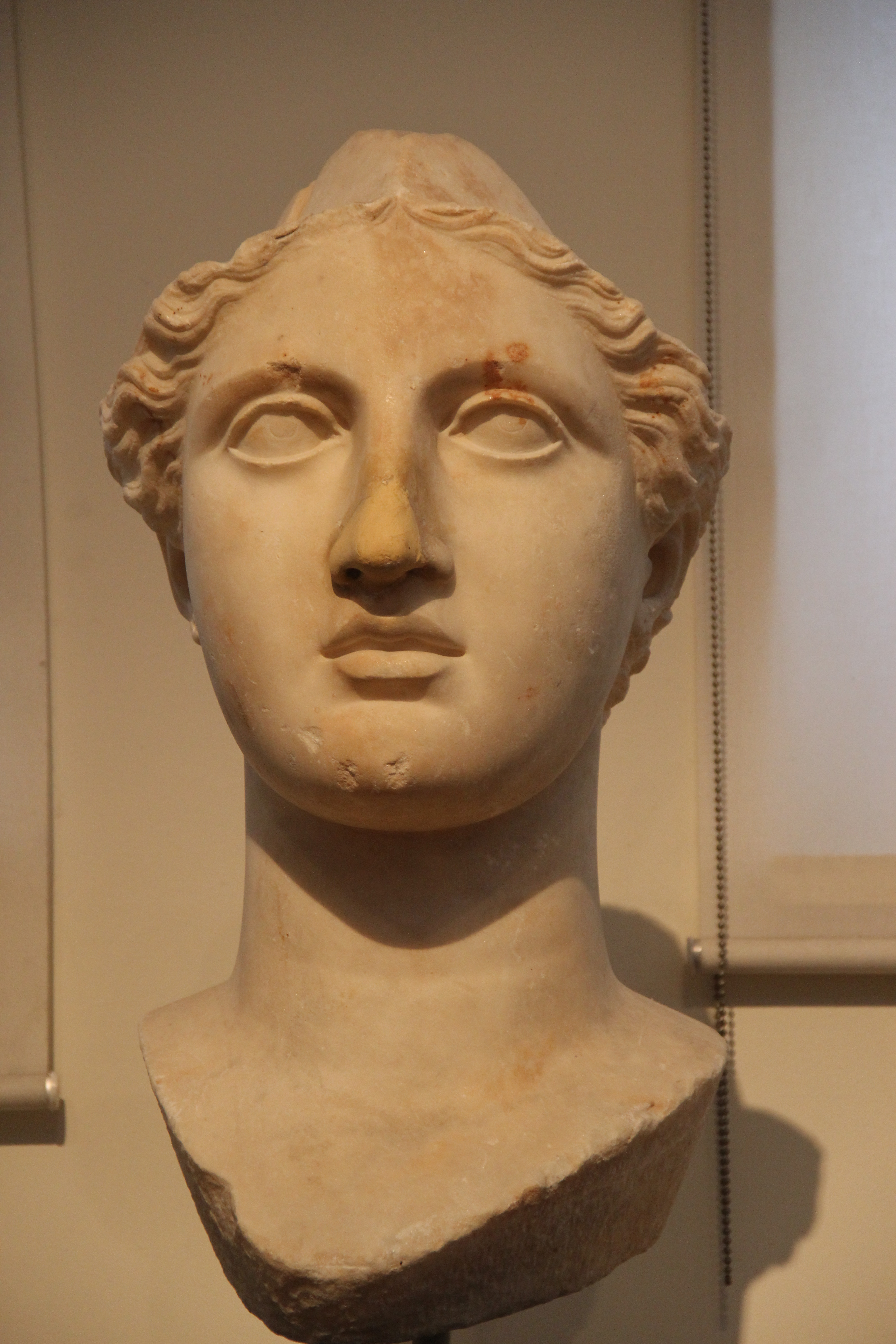
Marmurowa głowa akrolitu Ateny z epoki rzymskiej (I wiek n.e.)

Akrolit (stgr. ἀκρόλιθος akrolithos od akro – skrajny i lithos – kamień) – starożytny posąg kultowy wykonany z różnorodnych materiałów.
Nazwą tą określano statuy wykonane archaiczną techniką łączenia dwóch odmiennych materiałów, najczęściej drewna z kamieniem lub kamienia z brązem. Częstą praktyką było wykonywanie głowy i kończyn posągu (nieokrytych części ciała)  z marmuru lub innego kamienia (wapienia), a korpusu z drewna polichromowanego albo obitego blachą (złotą lub brązową). Dodatkowo rzeźby te często odziewano w długie, ozdobne szaty, podobnie jak praktykuje się to dotychczas ze statuami i figurami religijnymi w niektórych katolickich krajach południowej Europy (Hiszpania, Włochy).
Od VII w. p.n.e. akrolitem zastępowano w starożytnej Grecji prymitywniejszy ksoanon. Znany w starożytności był opisany przez Pauzaniasza akrolit Ateny Areja w Platejach wykonany przez Fidiasza. Jego trzon (korpus) wykonany ze pozłacanego drewna, fragmentarycznie obity był złoconą blachą, natomiast twarz, ręce i stopy wykonano z marmuru pentelickiego. Technikę tę szeroko stosowano w VI wieku p.n.e., później zaniechano jej na skutek kolejnych udoskonaleń w rzeźbie statuarycznej.
W okresie klasycznym akrolity wykonywano wykorzystując kosztowniejszą technikę chryzelefantyny – przez łączenie drewna z okładziną ze złota i kości słoniowej (najwybitniejsze przykłady to inne dzieła Fidiasza – posągi Ateny Partenos i Zeusa Olimpijskiego).
Greckie akrolity naśladowano w starożytnym Rzymie (nie tylko w rzeźbach kultowych) aż do czasów późnego cesarstwa, czego spektakularnym przykładem są pozostałości kolosalnego posągu Konstantyna Wielkiego z początku IV stulecia.